# Alangu Mastiff

Le Bully Kutta ou Indian Mastiff est un chien de race d'Asie du Sud (différente de l'Alangu qui est une race de la même région mais bien plus courte, peu massive) . Il est utilisé comme chien de travail en Inde et au Pakistan, c'est un excellent chien de garde. En fonction de la lignée il peut être utilisé comme chien de chasse, ou comme chien de combat. Différents types existent et varient en fonction des régions, on distingue les Aseel Bully Kutta, les Dabba Bully Kutta semblable au Bulldog américain, le Tulla Bully Kutta qui est le type ancien fortement ridé, ainsi que le Nagi Bully kutta et le Bully kutta moderne. Tous ces types diffèrent en termes de morphologie.